# Naoum Kleiman
Naoum Kleiman est un historien du cinéma russe né en décembre 1937 à Kichinev.

## Biographie
Spécialiste de Sergueï Eisenstein dont il a édité les œuvres complètes et considéré comme le Langlois russe, Naoum Kleiman a dirigé le Musée du cinéma de Moscou depuis son ouverture en mars 1989 jusqu'en 2014. Historien érudit et responsable d'institutions qu'il fait vivre dans des conditions matérielles et politiques difficiles, mais surtout " inlassable pédagogue" comme l'écrit Jean-Michel Frodon dans le portrait qu'il lui consacre en 1993, il a accompagné l'émergence de plusieurs générations de cinéastes et de chercheurs soviétiques.
Selon Le Monde, Naoum Kleiman « est l'une des grandes figures mondiales de l'histoire du 7e art ».
Il a été distingué lors de la Berlinale 2015.